# Нармада (округ)
Нармада (гудж. નર્મદા જીલ્લો; англ. Narmada) — округ в индийском штате Гуджарат. Образован 2 октября 1997 года из частей территорий округов Бхаруч и Вадодара. Административный центр — город Раджпипла. Площадь округа — 2749 км². По данным всеиндийской переписи 2001 года население округа составляло 514 404 человека. Уровень грамотности взрослого населения составлял 59,86 %, что соответствовало среднеиндийскому уровню (59,5 %). Доля городского населения составляла 10,13 %.